# Aeroportul Totegegie
Aeroportul Totegegie (IATA: GMR, ICAO: NTGJ) este un aeroport din Polinezia Franceză, Franța ce deservește zona îles Gambier⁠(d). Aeroportul a fost tranzitat în 2022 de 9.275 de pasageri. A fost deschis în 1967.
Situat la o altitudine de 2 m, aeroportul dispune de o singură pistă și ocupă o suprafață de 100.000 m².